# Homalostethus tennanti
Homalostethus tennanti är en insektsart som först beskrevs av William Lucas Distant 1900.  Homalostethus tennanti ingår i släktet Homalostethus och familjen spottstritar. Inga underarter finns listade i Catalogue of Life.